# Kalenderi
Kalenderi (en serbe cyrillique : Календери) est un village de Bosnie-Herzégovine. Il est situé dans la municipalité de Kostajnica et dans la république serbe de Bosnie. Selon les premiers résultats du recensement bosnien de 2013, il compte 128 habitants.

## Démographie

### Évolution historique de la population dans la localité
| 1948 | 1953 | 1961 | 1971 | 1981 | 1991 | 2013 |
| ---- | ---- | ---- | ---- | ---- | ---- | ---- |
| 438  | 412  | 358  | 282  | 217  | 176, | 128  |

|  |

### Communauté locale
En 1991, la communauté locale de Kalenderi comptait 743 habitants, répartis de la manière suivante :